# Векът на Луи XIV
Векът на Луи ХІV (на френски: Le Siècle de Louis XIV) е известно историческо произведение от френския философ и историк Франсоа Мари Аруе – Волтер, публикувано през 1751 г. Все още не повлиян от по-късното крайно отрицателно мнение на херцог дьо Сен Симон, Волтер се отнася към монарха благосклонно, без да спестява и критика. Винсънт Кронин го определя като „честен и безпристрастен“.

## Френско издание
През 1714 г. младият Франсоа Волтер посещава двора на Луи ХІV и според някои автори още тогава започва подготовката за бъдещата си книга. Дълго време той не се решава да започне, защото се опасява, че няма да живее достатъчно дълго, за да я завърши. Все пак, вероятно около 1739 г., той написва първите глави, неодобрени обаче от управляващите. Когато е назначен за придворен историограф, той разполага с над 200 тома с информация – оригинални документи, публикувани и непубликувани мемоари, някои от които недостъпни за повечето историци и до днес.
Волтер гледа на историята като типичен представител на Просвещението. Той приема, че съществуват различни „велики епохи“ – на Александър Велики и Перикъл, на Цезар и Август, на италианския Rенесанс. Четвъртата и най-великата епоха е на Краля-слънце – Луи ХІV. Според автора най-силните черти от неговото управление са: уреждането на държавата (с подчертаната роля на Жан-Батист Колбер), разцветът на литературата и изкуствата, разширяването на границите на кралството, създаването на силна армия, способна да воюва сама срещу цяла Европа. Волтер е положителен към качествата на много личности от обкръжението на Луи ХІV, на които други автори гледат със съмнение – мадам дьо Монтеспан, мадам дьо Ментнон, незаконните му синове. Не е така висока оценката му към министъра на войната Лувоа.
Волтер разказва с понякога отегчителни подробности за повечето събития от времето на Краля-слънце – от Фрондата през войните, политиката на присъединенията, до Войната за испанското наследство. Неговият задълбочен разказ често се използва като основа за по-късните изследвания.

## Реакции
Трудът на Волтер не се приема еднозначно от съвременниците му. Когато книгата излиза от печат, „приятелите му го поздравяваха, защото виждаха в нея изцяло нов подход в историята“. Много други обаче не са съгласни с подчертано ласкавата оценка за Луи ХІV и възразяват. Пръв в това отношение е протестантът Лоран дьо ла Бомел, който през 1753 г. издава книгата Notes sur le siècle de Louis XIV. Там той обявява позицията на Волтер за безпринципна и безкритична. По време и след Френската революция историците предпочитат да се доверят на Сен Симон и създават преднамерено негативен образ на краля. По това време книгата на Волтер е пренебрегната. По същото време и във Великобритания гледат на нея с недоволство и присмех. Известната писателка Хана Мор пише, че Волтер „украсява епохата и монарха с толкова много слава и блясък, че заслепява очите на читателя“. Постепенната реабилитация започва в началото на ХХ в., когато отново надделява обективната оценка за века на Луи ХІV.

## Българско издание
Единственото българско издание се появява през 2015 г. от издателство Изток-запад (в превод на Венелин Пройков). Книгата е разделена на два тома: в първия е събрана политическата история, а във втория – социалната и културната. На кориците са поставени портрети на Луи ХІV от Хиацинт Риго.